# Jamie's got Tentacles!
Jamie's got Tentacles! (tiếng Pháp: Jamie a des tentacules!) là một bộ phim hoạt hình dài tập của Pháp do Aurore Damant và Julien Bizat sản xuất.
Bộ phim này được lấy cảm hứng từ loạt truyện thiếu nhi cùng tên, tập đầu tiên được xuất bản tại Pháp vào năm 2010, bởi Éditions de la Balle, với tựa đề "Jamie has tentacles!".
Bộ phim này được phát sóng từ ngày 24 tháng 2 năm 2014 trên France 3. Sau đó, nó đã được phát sóng lại trên Canal+ (từ ngày 12 tháng 9 năm 2015 đến năm 2017), Teletoon+ (từ ngày 2 tháng 12 năm 2015 đến năm 2017), France 4 (từ ngày 12 tháng 8 năm 2016 đến năm 2020), Canal J (từ ngày 8 tháng 2 năm 2021) và trên Gulli (từ ngày 16 tháng 3 năm 2020). Ở các tỉnh và khu vực ở nước ngoài, nó đã được phát sóng trên Mayotte la 1ère kể từ năm 2018.
Mùa 3 đang phát sóng vào ngày 28 tháng 8 năm 2023 trên Gulli.
Tại Việt Nam, phim được chiếu trên kênh SAM – BTV11 với tên "Trốn chạy khỏi Thiên Hà".

## Nội dung
Bộ phim kể về cuộc đời của người ngoài hành tinh tên Jamie, hoàng tử của hành tinh Blarb. Cậu chạy trốn đến Trái Đất và cố gắng biến thành một cậu bé loài người, để thoát khỏi mối đe dọa của Vloks và những người ngoài hành tinh muốn ăn thịt cậu. Ở Trái Đất, Jamie được Nerdy Walsh, một cậu bé nhút nhát và vụng về nhận nuôi. Sau đó, Vloks quyết định cử một đặc vụ người máy, Trung úy Contact, đi bắt cậu với sự giúp đỡ của một con bò đột biến, Trung sĩ Gratchett.

## Các nhân vật
- Gabriel Bismuth-Bienaime trong vai Jamie Blarb
- Adeline Chetail trong vai Jenny Blarb (Jamie khi còn bé)
- Marc Saez trong vai Nerdy Walsh
- Michel Elias: người kể chuyện/Gratchett/Maurice, cha của Jamie/Tướng Vloks
- Jérémy Prévost: Người liên hệ/Ông Walsh, cha của Nerdy
- Marie-Charlotte Leclaire: Paraffine Walsh
- Nathalie Homs: Blarbina, mẹ của Jamie/Bà Walsh, mẹ của Nerdy

## Danh sách các tập phim Jamie's got Tentacles!
1. Jamie est un grand malade
2. Les garçons viennent de Mars, et les filles y retournent
3. Dernier jour sur Terre
4. Le cadeau venu des étoiles
5. Joyeux Zlobogniarf !
6. Jamie sur orbite
7. La gardienne de la galaxie
8. Livraison intergalactique
9. Paix et amour
10. Super
11. Jamie ne fait pas le poids
12. Les envahisseurs venus de la Terre
13. Mercenaire particulier
14. Sortie de route
15. Jamie mue
16. La dernière de la galaxie
17. La cousine Josette débarque
18. Opération Vloks
19. Ça commence comme ça...
20. Commando camping
21. Ça sent le mal du pays
22. Pacte de paix au fond du jardin
23. Fini de dormir
24. Tentacule Man
25. Le jumeau de Jamie
26. Le FBI sonne toujours deux fois
27. La plus grosse fête de l'univers
28. Un E.T. habite chez moi !
29. Le nouveau Nerdy
30. Mon cousin est chef de l'univers
31. Jamie, où t'as mis Mamie ?
32. Touche pas à ma vache !
33. Premier rôle
34. Blarbville
35. L'invitation
36. Symphonie pour trois tentacules
37. L'échange
38. Canal Jamie
39. Terre à vendre
40. La nuit des étoiles filantes
41. La planque
42. Attention, Jamie méchant
43. Jamie contre les fantômes
44. Intelligence très artificielle
45. Révolution !
46. Morve royale
47. Le secret
48. Jamie Walsh
49. Mon père cet alien
50. Falfatrax a les cartes en main
51. Princesse Jamie
52. Nerdy a des tentacules
53. Piégé dans l'espace
54. Le meilleur ami de l'homme
55. Le meilleur burger de l'univers
56. Jamie jette un œil
57. La roue tourne
58. Sans peur et plein de reproches
59. Sauvez Mitch
60. La boîte mystérieuse
61. Dr. Nerdy}} et Mr.Pompom
62. Retour vers le futur du subjonctif
63. Nerdy est un alien
64. SOS Terre
65. Roi, mode d'emploi
66. Nerdy part en boucle
67. Blarby-sitting
68. Lamageddon
69. Frères de morve
70. Conduite non accompagnée
71. Bienvenue chez les Walsh
72. On ne choisit pas sa famille
73. La correspondante de l'espace
74. Mon père est un dictateur
75. Alter-nerdy
76. Jamie téléphone maison
77. Au service du FBI
78. Comme des chefs
79. Chance en stock
80. L'homme le plus important de la galaxie
81. Soigne ton swing
82. Un prisonnier modèle
83. Contact 2.0
84. Sauve qui poux
85. Trempette dans un verre d'eau
86. Romea & Jamie
87. Mensonges au mètre
88. Mon meilleur ami est un vlok
89. L'incroyable Nerdy
90. Dans la peau du général
91. Le boulet de l'espace
92. Tarte à l'embrouille
93. Danger choupinours
94. Jamie perd la boule
95. L'attaque des moustiques mutants
96. Pirates mais pas trop
97. Protection très rapprochée
98. Ce qui devrait arriver arriva
99. Mon robot bien-aimé
100. L'empire Blarb (1/2)
101. L'empire Blarb (2/2)
102. Jamie démonte le temps
103. Pari à tout prix
104. Ce n'est qu'un au revoir
105. Jamais sans ma reine
106. Super-héros à domicile
107. Blarbaffine
108. L'association des dictateurs intergalactiques
109. Le protecteur de l'univers
110. Un œuf, des vœux...
111. Planète Nerdy
112. Le blues du Blarb
113. La Pierre Snoyouze
114. Falfatrax Collector
115. Le Grand Bouzar !
116. S.O.S. Paraffine
117. Jamie à Hollyvlok
118. Le grand sommeil du Blarb
119. Le retour du prince
120. Soleil d'occasion
121. Le roi des Shlonks
122. L'habit ne fait pas l'alien
123. L' Immangeable
124. Les amis de mon ami sont mes ennemis
125. Amour, gloire et chabadabada
126. Jamie recolle les morceaux
127. Adieu la Terre
128. Jamie le maudit
129. Bébé Blarb
130. Blarbforaiveur
131. Un nouvel ami
132. Nerdy à tout prix
133. Glaviok de compagnie
134. Super Paraffine
135. La dédicace de Falfatrax
136. Le roi de la Galaxie
137. Un général en exil
138. Jamie au carré
139. Galactic Danse
140. Prince Nerdy
141. Le monde marche sur la tête
142. Jamie fait une boulette
143. Cervelle de Vlok en vrac
144. Miroir Ô Miroir
145. Poisson d'avril
146. Le Collier du pouvoir
147. La Reine des poneys
148. Questions pour un neutron
149. Nerdy n'a pas de tentacules
150. La mémoire à zéro
151. Falfatrax: La fin
152. Pimboutcha
153. Le grand eternueur
154. Le temps figé
155. Un bien joyeux anniversaire
156. Falfatrax, le film

## Phát hành

### Sách
Một bộ tiểu thuyết dành cho trẻ em, dạng bỏ túi, mỗi tập được lấy cảm hứng từ một tập của bộ truyện, bắt đầu xuất bản vào năm 2022 với tập 1: Jamie est un grand malade, do Bamboo xuất bản. Hiện nay, truyện có tổng cộng 7 tập:
- Tập 1: Jamie est un grand malade
- Tập 2: Le cadeau venu des étoiles
- Tập 3: Sortie de route
- Tập 4: Dernière de la galaxie
- Tập 5: Paix et amour
- Tập 6: Mercenaire particulier
- Tập 7: Mon cousin est chef de l'univers